# 申价
申价（1516年—1555年），字懋德，號紫崖，直隸廣平府永年縣人，民籍，明朝政治人物。

## 生平
嘉靖十九年（1540年）庚子科順天府鄉試第四十二名舉人。嘉靖二十三年（1544年）中式甲辰科會試第二百九十名，登第三甲第四名進士。授中書舍人，二十六年六月授工科給事中，二十七年十二月升礼科右給事中，二十八年三月升礼科左給事中，閲視邊關，二十九年（1550年）夏升任鎮江府知府，三十二年升河南按察司副使，三十四年卒于官。

## 家族
曾祖申廣，主簿，贈兵部員外郎；祖父申綸，按察司副使；父申翰，州判官。母張氏。具庆下。兄申仕。弟申偉，貢士；申儲；申備；申倬；申僑；申儼。